# Хокеј на леду на Зимским олимпијским играма 1976.
Хокејашки турнир на Зимским олимпијским играма 1976. био је тринаести по реду олимпијски турнир у хокеју на леду у организацији Светске хокејашке федерације (ИИХФ). Турнир се одржао као део програма Зимских игара XII олимпијаде чији домаћин је био Аустријски град Инзбрук.  Олимпијски турнир се одржавао од 2. до 14. фебруара 1976. године. 
Репрезентација Совјетског Савеза освојила је пету олимпијску титулу. Сребрна медаља припала је селекцији  Чехословачке, док је бронзу освојила репрезентација  Западне Немачке.
Најефикаснији играч турнира био је совјетски нападач Владимир Шадрин са 14 индексних поена (10 голова и 4 асистенција). На укупно одиграних 36 утакмица постигнуто је 323 голова или у просеку 8,97 голова по утакмици.
Репрезентација Југославије по четврти пут је заиграла на олимпијским играма, а заузела је 10. место.

## Учесници олимпијског турнира
На олимпијском турниру је учествовало 12 репрезентација, 10 из Европе, једна из Северне Америке и једна из Азије. 
| - Аустрија - Западна Немачка - Сједињене Државе - Совјетски Савез - Финска - Чехословачка - Бугарска - Швајцарска - Јапан - Југославија - Румунија - Пољска |

## Квалификациона рунда
У квалификацијама за састав група учествовало је свих 12 екипа, а играло се по нокаут систему у 6 дуела. Противници су одређени на основу пласмана на светском првенству годину дана раније. 
| 2. фебруар 1976. | Инзбрук | Пољска           | 7 : 4  | Румунија    | 1:2, 3:2, 3:0 |
| 2. фебруар 1976. | Инзбрук | Чехословачка     | 14 : 1 | Бугарска    | 3:0, 6:1, 5:0 |
| 2. фебруар 1976. | Инзбрук | Западна Немачка  | 5 : 1  | Швајцарска  | 1:0, 2:0, 2:1 |
|                  |         |                  |        |             |               |
| 3. фебруар 1976. | Инзбрук | Финска           | 11: 2  | Јапан       | 0:1, 4:0, 7:1 |
| 3. фебруар 1976. | Инзбрук | Сједињене Државе | 8: 4   | Југославија | 2:1, 4:1, 2:2 |
| 3. фебруар 1976. | Инзбрук | Совјетски Савез  | 16: 3  | Аустрија    | 4:0, 8:2, 4:1 |

## Завршни круг

### Група од 1-6 места
| №  | Репрезентација   | Ут | П | Нер | И | ГД | ГП | ГР  | Бод |
| -- | ---------------- | -- | - | --- | - | -- | -- | --- | --- |
| 1. | Совјетски Савез  | 5  | 5 | 0   | 0 | 40 | 11 | +20 | 10  |
| 2. | Чехословачка     | 5  | 3 | 0   | 2 | 17 | 10 | +7  | 6   |
| 3. | Западна Немачка  | 5  | 2 | 0   | 3 | 21 | 24 | -3  | 4   |
| 4. | Финска           | 5  | 2 | 0   | 3 | 19 | 18 | +1  | 4   |
| 5. | Сједињене Државе | 5  | 2 | 0   | 3 | 15 | 21 | -6  | 4   |
| 6. | Пољска           | 5  | 0 | 0   | 5 | 9  | 37 | -28 | 0   |

| 6. фебруар 1976.  | Инзбрук | Западна Немачка  | 7: 4   | Пољска           | 5:2, 0:0, 2:2 |
| 6. фебруар 1976.  | Инзбрук | Совјетски Савез  | 6 : 2  | Сједињене Државе | 3:0, 1:1, 2:1 |
| 6. фебруар 1976.  | Инзбрук | Чехословачка     | 2: 1   | Финска           | 0:1, 1:0, 1:0 |
|                   |         |                  |        |                  |               |
| 8. фебруар 1976.  | Инзбрук | Совјетски Савез  | 16 : 1 | Пољска           | 7:1, 6:0, 3:0 |
| 8. фебруар 1976.  | Инзбрук | Западна Немачка  | 3 : 5  | Финска           | 1:2, 1:1, 1:2 |
| 8. фебруар 1976.  | Инзбрук | Чехословачка     | 5 : 0  | Сједињене Државе | 1:0, 1:0, 3:0 |
|                   |         |                  |        |                  |               |
| 10. фебруар 1976. | Инзбрук | Сједињене Државе | 5: 4   | Финска           | 2:0, 1:2, 2:2 |
|                   |         |                  |        |                  |               |
| 10. фебруар 1976. | Инзбрук | Чехословачка     | 0 : 11 | Пољска           |               |
| 10. фебруар 1976. | Инзбрук | Совјетски Савез  | 7 : 2  | Финска           | 3:0, 1:0, 3:2 |
|                   |         |                  |        |                  |               |
| 12. фебруар 1976. | Инзбрук | Сједињене Државе | 7 : 2  | Пољска           | 3:1, 1:1, 3:0 |
| 12. фебруар 1976. | Инзбрук | Чехословачка     | 7 : 4  | Западна Немачка  | 4:0, 3:2, 0:2 |
| 12. фебруар 1976. | Инзбрук | Совјетски Савез  | 7 : 2  | Финска           | 3:0, 1:0, 3:2 |
|                   |         |                  |        |                  |               |
| 14. фебруар 1976. | Инзбрук | Западна Немачка  | 4: 1   | Сједињене Државе | 0:0, 1:0, 3:1 |
| 14. фебруар 1976. | Инзбрук | Финска           | 7 : 1  | Пољска           | 4:1, 1:0, 2:0 |
| 14. фебруар 1976. | Инзбрук | Совјетски Савез  | 4: 3   | Чехословачка     | 0:2, 2:0, 2:1 |

Белешке: 
1 Чехословачка је победила резултатом 7:1, али због допинга чехословачког играча проглашен је резултат 0:1, међутим репрезентација Пољске није добила бодове.

### Група од 7-12 места
| №   | Репрезентација | Ут | П | Нер | И | ГД | ГП | ГР  | Бод |
| --- | -------------- | -- | - | --- | - | -- | -- | --- | --- |
| 7.  | Румунија       | 5  | 4 | 0   | 1 | 23 | 15 | +8  | 8   |
| 8.  | Аустрија       | 5  | 3 | 0   | 2 | 18 | 14 | +4  | 6   |
| 9.  | Јапан          | 5  | 3 | 0   | 2 | 20 | 18 | +2  | 6   |
| 10. | Југославија    | 5  | 3 | 0   | 2 | 22 | 19 | +3  | 6   |
| 11. | Швајцарска     | 5  | 2 | 0   | 3 | 24 | 22 | +2  | 4   |
| 12. | Бугарска       | 5  | 0 | 0   | 5 | 19 | 38 | -19 | 0   |

| 5. фебруар 1976.  | Инзбрук | Југославија | 6 : 4 | Швајцарска  | 1:1,2:2,3:1   |
| 5. фебруар 1976.  | Инзбрук | Румунија    | 3 : 1 | Јапан       | 1:0,1:1,1:0   |
| 5. фебруар 1976.  | Инзбрук | Аустрија    | 6 : 2 | Бугарска    | 1:1,3:0,2:1   |
|                   |         |             |       |             |               |
| 7. фебруар 1976.  | Инзбрук | Југославија | 4 : 3 | Румунија    | 1:1, 2:1, 1:1 |
| 7. фебруар 1976.  | Инзбрук | Бугарска    | 3: 8  | Швајцарска  | 0:2, 1:3, 2:3 |
| 7. фебруар 1976.  | Инзбрук | Аустрија    | 3: 2  | Јапан       | 1:1,2:0,0:1   |
|                   |         |             |       |             |               |
| 9. фебруар 1976.  | Инзбрук | Југославија | 8 : 5 | Бугарска    | 3:1,1:0,4:4   |
| 9. фебруар 1976.  | Инзбрук | Јапан       | 6 : 4 | Швајцарска  | 1:2, 4:1, 1:1 |
| 9. фебруар 1976.  | Инзбрук | Румунија    | 4 : 3 | Аустрија    | 1:2, 0:0, 3:1 |
|                   |         |             |       |             |               |
| 11. фебруар 1976. | Инзбрук | Румунија    | 9 : 4 | Бугарска    | 6:0,2:1,1:3   |
| 11. фебруар 1976. | Инзбрук | Јапан       | 4 : 3 | Југославија | 2:0, 1:0, 1:3 |
| 11. фебруар 1976. | Инзбрук | Швајцарска  | 5 : 3 | Аустрија    | 1:1, 3:2, 1:0 |
|                   |         |             |       |             |               |
| 13. фебруар 1976. | Инзбрук | Јапан       | 7: 5  | Бугарска    | 4:3,2:1,1:1   |
| 13. фебруар 1976. | Инзбрук | Румунија    | 8 : 4 | Швајцарска  | 0:2,4:0,4:2   |
| 13. фебруар 1976. | Инзбрук | Аустрија    | 3 : 1 | Југославија | 0:0,2:0,1:1   |

## Коначан пласман и признања

### Коначан пласман
Коначан пласман на олимпијском турниру 1976. био је следећи:
| ОИ  | Репрезентација   |
|     | Совјетски Савез  |
|     | Чехословачка     |
|     | Западна Немачка  |
| 04. | Финска           |
| 05. | Сједињене Државе |
| 06. | Пољска           |
| 07. | Румунија         |
| 08. | Аустрија         |
| 09. | Јапан            |
| 10. | Југославија      |
| 11. | Швајцарска       |
| 12. | Бугарска         |

## Састави освајача медаља
|                 | Злато |  |  |  |  |  |
|                 | |  |  |  |  |  |
| Освајачи медаља | Совјетски Савез Владислав Третјак · Александар Сидељников · Александар Гусев · Генадиј Циганков · Сергеј Бабинов · Јуриј Љапкин · Сергеј Капустин · Борис Александров · Валериј Васиљев · Александар Маљцев · Александар Јакушев · Виктор Жлуктов · Валериј Харламов · Виктор Шалимов · Владимир Лутченко · Борис Михајлов · Владимир Петров · Владимир Шадрин · Селектор: · Борис Кулагин |  |  |  |  |  |